# Actias
Actias és un gènere de lepidòpters ditrisis de la família Saturniidae. Són arnes les erugues de les quals s'alimenten generalment de fulles de plantes del gènere Liquidambar. Com tots els integrants de la família Saturniidae, als adults els manca un aparell bucal funcional per alimentar-se. En la seva fase adulta solen viure entre tres dies i una setmana.

## Taxonomia
- Actias angulocaudata Naumann & Bouyer, 1998
- Actias artemis (Bremer & Gray, 1853)
- Actias australovietnama Brechlin, 2000
- Actias callandra Jordan, 1911
- Actias chapae Mell, 1950
- Actias dubernardi (Oberthür, 1897)
- Actias felicis (Oberthür, 1896)
- Actias gnoma (Butler, 1877)
- Actias groenendaeli Roepke, 1954
- Actias ignescens Moore, 1877
- Actias isis Sonthonnax, 1897
- Actias kongjiara Chu & Wang, 1993
- Actias laotiana Testout, 1936
- Actias luna (Linnaeus, 1758)
- Actias maenas (Doubleday, 1847)
- Actias neidhoeferi Ong & Yu, 1968
- Actias ningpoana Fielder, 1862
- Actias omeishana Watson, 1912
- Actias parasinensis Brechlin, 2009
- Actias philippinica Naessig & Treadaway, 1997
- Actias rhodopneuma Roeber, 1925
- Actias rosenbergii (Kaup, 1895)
- Actias selene (Hübner, 1806)
- Actias sinensis (Walker, 1855)
- Actias truncatipennis (Sonthonnax, 1899)